# Zesdaagse van Londen
De Zesdaagse van Londen was een jaarlijkse wielerwedstrijd die teruggaat tot het jaar 1923. De eerste Londense zesdaagse werd gewonnen door de Belgen Alois Persijn en Pierre Vandevelde. Na een onderbreking van 35 jaar, werd de wedstrijd in 2015 nieuw leven ingeblazen.
De Londense zesdaagse werd vanaf 1970 gehouden in de Empire Pool op een houten indoorbaan van 160 m lang, vanaf 2015 in het  London Velopark. Hier werden ook de onderdelen van het baanwielrennen tijdens de Olympische Zomerspelen 2012 gehouden.
Recordwinnaar in de zesdaagse van Londen is de Belg Patrick Sercu met 8 overwinningen

## Erelijst

### Mannen
| Editie                                  | Jaar                                    | Datum                                   | Locatie                                 | Koppels                                 | Winnaar                                 | Winnaar                                 | Tweede                                  | Tweede                                  | Derde                                   | Derde                                   |
| Driedaagse (London 3 Day Track Cycling) | Driedaagse (London 3 Day Track Cycling) | Driedaagse (London 3 Day Track Cycling) | Driedaagse (London 3 Day Track Cycling) | Driedaagse (London 3 Day Track Cycling) | Driedaagse (London 3 Day Track Cycling) | Driedaagse (London 3 Day Track Cycling) | Driedaagse (London 3 Day Track Cycling) | Driedaagse (London 3 Day Track Cycling) | Driedaagse (London 3 Day Track Cycling) | Driedaagse (London 3 Day Track Cycling) |
| --------------------------------------- | --------------------------------------- | --------------------------------------- | --------------------------------------- | --------------------------------------- | --------------------------------------- | --------------------------------------- | --------------------------------------- | --------------------------------------- | --------------------------------------- | --------------------------------------- |
| 2                                       | 2025                                    | 31 oktober-2 november                   | Velopark                                |                                         |                                         |                                         |                                         |                                         |                                         |                                         |
| 1                                       | 2024                                    | 25-27 oktober                           | Velopark                                | 16                                      | ITA                                     | Elia Viviani Simone Consonni            | GER                                     | Roger Kluge Theo Reinhardt              | NED GBR                                 | Yoeri Havik Ben Wiggens                 |
| Zesdaagse                               |                                         |                                         |                                         |                                         |                                         |                                         |                                         |                                         |                                         |                                         |
| 27                                      | 2020                                    |                                         | Velopark                                | Afgelast vanwege de coronapandemie      | Afgelast vanwege de coronapandemie      | Afgelast vanwege de coronapandemie      | Afgelast vanwege de coronapandemie      | Afgelast vanwege de coronapandemie      | Afgelast vanwege de coronapandemie      | Afgelast vanwege de coronapandemie      |
| 26                                      | 2019                                    | 22-27 oktober                           | Velopark                                | 16                                      | ITA                                     | Elia Viviani Simone Consonni            | GBR                                     | Mark Cavendish Owain Doull              | NED                                     | Yoeri Havik Wim Stroetinga              |
| 25                                      | 2018                                    | 23-28 oktober                           | Velopark                                | 16                                      | NED                                     | Yoeri Havik Wim Stroetinga              | AUS                                     | Leigh Howard Kelland O'Brien            | GER                                     | Roger Kluge Theo Reinhardt              |
| 24                                      | 2017                                    | 24-29 oktober                           | Velopark                                | 14                                      | AUS                                     | Cameron Meyer Callum Scotson            | GBR                                     | Mark Cavendish Peter Kennaugh           | BEL                                     | Kenny De Ketele Moreno De Pauw          |
| 23                                      | 2016                                    | 25-30 oktober                           | Velopark                                | 16                                      | BEL                                     | Kenny De Ketele Moreno De Pauw          | GBR                                     | Mark Cavendish Bradley Wiggins          | AUS                                     | Cameron Meyer Callum Scotson            |
| 22                                      | 2015                                    | 18-23 oktober                           | Velopark                                | 18                                      | BEL                                     | Kenny De Ketele Moreno De Pauw          | GBR                                     | Christopher Latham Oliver Wood          | BEL                                     | Iljo Keisse Gijs Van Hoecke             |
| geen editie tussen 1981 en 2014.        |                                         |                                         |                                         |                                         |                                         |                                         |                                         |                                         |                                         |                                         |
| 21                                      | 1980                                    | 19-24 september                         | Wembley Arena                           | 11                                      | AUS                                     | Don Allan Danny Clark                   | DEN                                     | Gert Frank Kim Gunnar Svendsen          | GER BEL                                 | Albert Fritz Patrick Sercu              |
| 20                                      | 1979                                    | 14-19 september                         | Wembley Arena                           | 11                                      | GER BEL                                 | Albert Fritz Patrick Sercu              | NED                                     | Gerben Karstens René Pijnen             | DEN SUI                                 | Gert Frank René Savary                  |
| 19                                      | 1978                                    | 15-20 september                         | Wembley Arena                           | 11                                      | AUS                                     | Don Allan Danny Clark                   | NED                                     | Gerrie Knetemann Jan Raas               | GER                                     | Albert Fritz Wilfried Peffgen           |
| 18                                      | 1977                                    | 16-21 september                         | Wembley Arena                           | 9                                       | BEL NED                                 | Patrick Sercu René Pijnen               | AUS                                     | Don Allan Danny Clark                   | GER                                     | Albert Fritz Wilfried Peffgen           |
| geen editie in 1976.                    |                                         |                                         |                                         |                                         |                                         |                                         |                                         |                                         |                                         |                                         |
| 17                                      | 1975                                    | 19-24 september                         | Wembley Arena                           | 9                                       | GER NED                                 | Günther Haritz René Pijnen              | GBR GER                                 | Tony Gowland Wilfried Peffgen           | BEL FRA                                 | Patrick Sercu Alain Van Lancker         |
| 16                                      | 1974                                    | 20-25 september                         | Wembley Arena                           | 10                                      | BEL NED                                 | Patrick Sercu René Pijnen               | NED                                     | Leo Duyndam Roy Schuiten                | GBR GER                                 | Tony Gowland Sigi Renz                  |
| 15                                      | 1973                                    | 20-25 september                         | Wembley Arena                           | 10                                      | NED                                     | Leo Duyndam Gerben Karstens             | ITA BEL                                 | Gianni Motta Patrick Sercu              | FRA                                     | Jacky Mourioux Alain Van Lancker        |
| 14                                      | 1972                                    | 15-20 september                         | Wembley Arena                           | 10                                      | GBR BEL                                 | Tony Gowland Patrick Sercu              | NED                                     | Leo Duyndam Gerben Karstens             | FRA                                     | Jacky Mourioux Alain Van Lancker        |
| 13                                      | 1971                                    | 17-23 september                         | Wembley Arena                           | 8                                       | NED BEL                                 | Peter Post Patrick Sercu                | GBR FRA                                 | Tony Gowland Alain Van Lancker          | SUI                                     | Fritz Pfenninger Erich Spahn            |
| 12                                      | 1970                                    | 18-23 september                         | Wembley Arena                           | 11                                      | NED BEL                                 | Peter Post Patrick Sercu                | GBR GER                                 | Tony Gowland Sigi Renz                  | GER                                     | Klaus Bugdahl Dieter Kemper             |
| 11                                      | 1969                                    | 5-11 september                          |                                         | 10                                      | NED BEL                                 | Peter Post Patrick Sercu                | GER                                     | Klaus Bugdahl Dieter Kemper             | AUS                                     | Graeme Gilmore William Lawrie           |
| 10                                      | 1968                                    | 8-14 september                          |                                         | 11                                      | NED BEL                                 | Peter Post Patrick Sercu                | GER                                     | Dieter Kemper Horst Oldenburg           | ITA GER                                 | Giuseppe Beghetto Klaus Bugdahl         |
| 9                                       | 1967                                    | 18-23 september                         |                                         | 11                                      | DEN                                     | Freddy Eugen Palle Lykke                | GER                                     | Dieter Kemper Horst Oldenburg           | NED                                     | Gerard Koel Peter Post                  |
| geen editie tussen 1953 en 1966.        |                                         |                                         |                                         |                                         |                                         |                                         |                                         |                                         |                                         |                                         |
| 8                                       | 1952                                    | 18-24 mei                               |                                         | 8                                       | AUS                                     | Reginald Arnold Alfred Strom            | ITA                                     | Severino Rigoni Ferdinando Terruzzi     | SUI                                     | Jean Roth Armin von Büren               |
| 7                                       | 1951                                    | 28 mei-2 juni                           |                                         | 10                                      | BEL                                     | René Adriaenssens Albert Bruylandt      | AUS                                     | Reginald Arnold Alfred Strom            | ITA                                     | Severino Rigoni Ferdinando Terruzzi     |
| geen editie tussen 1940 en 1950.        |                                         |                                         |                                         |                                         |                                         |                                         |                                         |                                         |                                         |                                         |
| 6                                       | 1939                                    | 29 mei-3 juni                           |                                         | 11                                      | BEL                                     | Omer De Bruycker Karel Kaers            | NED                                     | Arie Van Vliet Cor Wals                 | BEL                                     | Albert Billiet Albert Buysse            |
| 5                                       | 1938                                    | mei                                     |                                         | 7                                       | BEL                                     | Albert Billiet Albert Buysse            | NED                                     | Kees Pellenaars Frans Slaats            | NED                                     | Piet Van Kempen Cor Wals                |
| 4                                       | 1937                                    | 17-22 mei                               |                                         | 10                                      | BEL NED                                 | Albert Buysse Piet Van Kempen           | FRA                                     | Emile Diot Emile Ignat                  | USA                                     | Alfred Crossley Jimmy Walthour          |
| 3                                       | 1936                                    | 20-26 september                         |                                         | 9                                       | GER                                     | Gustav Kilian Heinz Vopel               | BEL                                     | Jean Aerts Albert Buysse                | FRA                                     | Emile Diot Emile Ignat                  |
| geen editie in 1935.                    |                                         |                                         |                                         |                                         |                                         |                                         |                                         |                                         |                                         |                                         |
| 2                                       | 1934                                    | 13-21 juli                              |                                         | 8                                       | GBR NED                                 | Sydney Cozens Piet Van Kempen           | GER                                     | Gustav Kilian Heinz Vopel               | USA                                     | Fred Ottevaire Charles Winter           |
| geen editie tussen 1924 en 1933.        |                                         |                                         |                                         |                                         |                                         |                                         |                                         |                                         |                                         |                                         |
| 1                                       | 1923                                    | juli                                    |                                         | 7                                       | BEL                                     | Aloïs Persijn Pierre Vandevelde         | FRA                                     | Marcel Godivier Georges Peyrode         | FRA ITA                                 | Marcel Dupuy Giuseppe Oliveri           |

### Vrouwen
| Editie                                  | Jaar                                    | Datum                                   | Locatie                                 | Koppels                                 | Winnaar                                 | Winnaar                                 | Tweede                                  | Tweede                                  | Derde                                   | Derde                                   |
| Driedaagse (London 3 Day Track Cycling) | Driedaagse (London 3 Day Track Cycling) | Driedaagse (London 3 Day Track Cycling) | Driedaagse (London 3 Day Track Cycling) | Driedaagse (London 3 Day Track Cycling) | Driedaagse (London 3 Day Track Cycling) | Driedaagse (London 3 Day Track Cycling) | Driedaagse (London 3 Day Track Cycling) | Driedaagse (London 3 Day Track Cycling) | Driedaagse (London 3 Day Track Cycling) | Driedaagse (London 3 Day Track Cycling) |
| --------------------------------------- | --------------------------------------- | --------------------------------------- | --------------------------------------- | --------------------------------------- | --------------------------------------- | --------------------------------------- | --------------------------------------- | --------------------------------------- | --------------------------------------- | --------------------------------------- |
| 2                                       | 2025                                    | 31 oktober-2 november                   | London Velopark                         |                                         |                                         |                                         |                                         |                                         |                                         |                                         |
| 1                                       | 2024                                    | 25-27 oktober                           | London Velopark                         | 15                                      | ITA                                     | Chiara Consonni Vittoria Guazzini       | GBR                                     | Sophie Lewis Maddie Leech               | NED GBR                                 | Juliet Eickhof Cat Ferguson             |